# Luz Noceda
Luz Noceda es la protagonista principal de la serie animada de Disney Channel The Owl House, creada por Dana Terrace. Sarah-Nicole Robles da voz al personaje en la versión original en inglés de la serie. Terrace confirma que Luz es bisexual. Algunos la llaman el «primer personaje principal bisexual» en un programa de Disney Channel. En abril de 2021, la creadora del programa también reveló que Luz Noceda es neurodivergente.
Ha sido bien recibida tanto por la crítica como por los fanáticos del programa, quienes elogiaron su personaje y la actuación de Robles.

## Creación
Según la creadora de la serie, Dana Terrace, Luz lleva el nombre de su compañera de cuarto dominicano-estadounidense, Luz Batista, artista de historias y consultora del programa. Terrace también dijo que el personaje de Luz evolucionó a partir de conversaciones que tuvo con Luz Batista, quien luego se convirtió en su mejor amiga. Más tarde, Nancy Kanter, EVP, Content y Creative Strategy de Disney Channels Worldwide explicó que si bien les encantó la «combinación de magia y misterio en este otro mundo» de The Owl House, realmente «se enamoraron del personaje principal Luz», llevándolos a dar luz verde al espectáculo en sí. Esto se conectó con la esperanza de Terrace de que el público se «entretenga con el mundo de Luz y sus extravagantes aventuras».

## Representación e impacto LGBTQ+
El 7 de julio de 2020, al responder a un fan que publicó un fotograma de Amity poniendo sus manos sobre el hombro de Luz, de una promoción del próximo episodio «Enchanting Grom Fright» en Twitter, Terrace dijo que no hay una explicación heterosexual por el momento. Más tarde, el 10 de agosto, Terrace confirmó en Twitter que el episodio presenta un personaje bisexual, pero no confirmó si se trataba de Amity, Luz o ambos, pero muchos fanáticos asumieron que se refería a Luz. El 2 de septiembre, durante un Reddit AMA, Dana Terrace confirmó que Amity pretende ser lesbiana y que Luz es bisexual. También afirmó que la relación entre Amity y Luz se exploraría en la temporada 2 y que Luz «no se da cuenta de algunas cosas que tiene delante», incluido el enamoramiento de Amity por ella. En el mismo AMA, Terrace declaró que Luz fue el primer enamoramiento de Amity y que estaba encantada de ver a la gente conectarse con los personajes del programa, como Luz y Amity.

## Personaje
Luz Noceda es una niña afro - dominicana-estadounidense de 14 años del pueblo ficticio de Gravesfield, Connecticut. Tiene piel morena, cabello castaño oscuro corto, ojos marrones y, por lo general, usa una camiseta índigo y blanca con capucha y orejas de gato, pantalones cortos de mezclilla , calzas negras y zapatos blancos.
Luz es muy peculiar, extrovertida e impredecible. Es fan de la serie de novelas La Bruja Buena Azura. Ama la fantasía hasta el punto de desvincularse de la realidad y le cuesta hacer amigos. Sin embargo, todavía tiene un corazón y buenas intenciones. En el primer episodio de la serie, su madre la envía a un campamento de verificación de la realidad, pero accidentalmente termina yendo a las Islas Hirvientes a través de un portal en una casa cercana. Debido a su amor por todas las cosas fantásticas y mágicas, quiere convertirse en bruja. Pronto se hace amiga de una vieja bruja llamada Eda y de un pequeño demonio parecido a un lobo llamado King. Más tarde, Luz se matricula en Hexside Academy como estudiante de intercambio.

## Biografía del personaje

### Primera temporada
Luz Noceda es una joven que tiene un fuerte amor por la fantasía. Tan fuerte, de hecho, que la mete en problemas. Después de reprobar el informe de su libro en la escuela debido a su extravagante presentación, su madre decide enviarla al «Campamento de verano Reality Check» para ayudarla a concentrarse más en la realidad. Para mostrar la confirmación de los deseos de su madre, arroja su copia de libro La Bruja Buena Azura en la basura. Sin embargo, tan pronto como su madre se va, lo pesca, solo para ver que un búho diminuto se lo lleva, junto con otra basura, y lo sigue hasta una casa en ruinas. Luz de repente es transportada al mundo mágico de las Islas Hirvientes, específicamente a un pueblo llamado Huesosburgo. Luz es acogida de inmediato por una notoria bruja llamada Eda Clawthorne y su pequeño «compañero de cuarto» King y comienza a vivir con ellos en Owl House, el homónimo de la serie. Al darse cuenta de que su vida en casa sería insatisfactoria, decide quedarse en Huesosburgo para entrenar con Eda y convertirse en bruja, a pesar de que ella misma es incapaz de realizar magia. Poco después, se hace amiga de dos jóvenes brujos llamados Willow Park y Gus Porter, que asisten a Hexside, una escuela a la que Luz intenta asistir. También, conoce a Amity Blight, una estudiante presumida que inicialmente menosprecia a Luz y sus amigos. Durante su tiempo en Huesosburgo, Luz aprende lentamente que puede realizar magia dibujando símbolos (también conocidos como glifos) en papel. Su primer símbolo, un orbe mágico que produce luz, aturde a Eda. En una Convención de Aquelarres, Luz desafía a Amity a un duelo de brujas, el cual ella acepta, con la condición de que, si gana, Luz debe dejar de aprender magia. Amity es descalificada porque se descubre que ha estado haciendo trampa sin saberlo y se va, ridiculizada. Luz la encuentra y la consuela ofreciéndole su amistad, y Amity, reacia al principio, permite que Luz continúe con sus estudios de magia.
Ella descubre que Eda había sido maldecida cuando era niña y quiere ayudarla a tratar de eliminar su maldición. Su relación con Amity comienza a mejorar cuando se da cuenta de que Luz realmente se preocupa por su bienestar y termina teniendo un amor compartido por la serie La Bruja Buena Azura. A través de las acciones de Eda, y un poco de Gus, Luz finalmente es aceptada en Hexside y, contrariamente a las reglas iniciales, se le permite aprender de cada pista, después de salvar la escuela de un Gran Basilisco. Ayuda a Willow a recuperar su confianza en la escuela y, al entrar en su mente, logra descubrir las raíces de su pasado problemático con Amity. Ella las ayuda a ambas a comenzar de nuevo su relación. En la noche de Grom, Luz se ofrece a luchar contra Grometheus, un monstruo que se manifiesta como los miedos más profundos del luchador, en lugar de Amity, quien fue elegida originalmente. Cuando es dominada, Amity acude a ella en busca de ayuda. Bailan juntas mientras lanzan múltiples hechizos mágicos, derrotando a Grometheus. A pesar de tener una mayor confianza y seguridad en sí misma, Boscha y sus amigas siguen acosando a Willow, a lo que Luz, Gus y Amity deciden ayudar. Retan a Boscha a un partido de Grudgby, en el que, mientras pierden, se ganan el respeto y la simpatía de los compañeras de equipo de Boscha. Luz se preocupa por Amity, ya que sufrió una lesión en la pierna durante el partido.
Luz asiste a una excursión al Aquelarre del Emperador y planea robar un objeto para curar a Eda. Ella termina siendo descubierta por Lilith, la hermana de Eda, que ha estado tratando de capturarla, y secuestra a Luz para atraer a Eda. Aprenden colectivamente que Lilith había sido quien maldijo a Eda y ha estado tratando de capturarla, no solo para curar la maldición de Eda, sino también para que se una al aquelarre, algo que Eda había detestado durante mucho tiempo. Luz termina siendo enviada de regreso a casa después de que Eda se entrega voluntariamente para salvarla. Luz y King regresan para rescatarla del Aquelarre del Emperador y, de mala gana, se unen a Lilith después de que ella admite que el Emperador Belos planea matar a Eda, en lugar de curarla. Luz se enfrenta al Emperador, que solo dejará ir a Eda si ella le da el portal al Reino Humano, que Eda usó cuando Luz llegó por primera vez a las Islas Hirvientes. Sin embargo, Luz usa su magia para destruirlo y rescata a sus amigos antes de huir. Lilith usa su magia para compartir la maldición entre ella y Eda, y Luz decide ayudarlas a recuperar su magia, después de que la de ellas disminuyera.

### Segunda temporada
Luz, ahora más experta y hábil con su magia de glifos, decide enseñársela a Eda y Lilith, para hacer frente a su nueva debilidad debido a su maldición. Eda, sintiendo la culpa de Luz por los acontecimientos recientes, le dice que su vida ha sido mejor con ella. La relación de Luz y Amity sigue mejorando, después de que esta última salvó a Luz de sus padres, mientras intentaba que sus amigos expulsados volvieran a Hexside. Luz se entera, gracias a la madre de Eda, que ella no fue la primera humana en las Islas Hirvientes. En la biblioteca, se entera de que Philip Wittebane logró llegar a las islas hace cientos de años. Ella busca el diario de Philip, al que solo se puede acceder con la ayuda de Amity. Su relación mejora aún más, con Amity expresando interés en visitar el Reino Humano. Después de que Luz hizo que Amity perdiera su tarjeta de la biblioteca, Amity la besa en la mejilla, después de que Luz la ayudó a recuperar la tarjeta. Con el diario de Philip y un Eco Ratón que reproduce conocimientos, Luz comienza a estudiar las notas de Philip. Luz no puede crear una conexión con ninguno de los palismanes, ya que es escéptica sobre su futuro. Ella decide pasar la noche en el nido de Palismanes, con la esperanza de vincularse con uno. Después de rescatar a los palismanes de la guardia del Aquelarre y hacerse amiga de Hunter, el Guardia Dorado del Emperador, Eda le da un tronco de madera de palistrom para tallar su propio bastón de palismán. Después de lo sucedido en la casa de Amity, Luz ahora está más segura de sus sentimientos. Hooty intenta ayudar, colocándolas a ambas en un túnel de amor. Mientras atraviesan el río, Luz se siente avergonzada por los mensajes románticos del túnel y los destruye para evitar que Amity los vea. Sin embargo, Amity cree erróneamente que Luz no está interesada en ella y se da vuelta para irse, con el corazón roto. Hooty, molesto, arremete, causando estragos en la casa, pero King y Eda permiten que Luz y Amity comiencen a salir. Luz continúa estudiando el contenido del Eco Ratón, con la ayuda de Amity.
Luz descubre por el Eco Ratón que se necesita Sangre de Titán para crear un portal temporal a casa, la cual solo se puede encontrar en el Lago Eclipse. Eda y King se ofrecen a conseguirla, y Amity los acompaña, queriendo demostrar que es una buena novia para Luz. Luz se preocupa por su bienestar y abraza con alegría a Amity cuando regresan, feliz de estar a salvo. Con la Sangre recuperada, Eda y King crean un portal temporal para que Luz pueda ver a su madre, Camila. Ella descubre que una basilisco que cambia de forma, llamada Vee, ha estado viviendo su vida en el Reino Humano. Luz se entera de que Vee escapó de las Islas Hirvientes, ya que el Aquelarre del Emperador estaba experimentando con su especie. Con la ayuda de Camila, Luz rescata a Vee de un curador loco por los demonios. Luz revela que quedarse en las Islas Hirvientes fue su propia elección, pero le promete a Camila que se quedará en el Reino Humano una vez que encuentre otra forma de regresar, dejando a Camila devastada.
Después de colaborar con Amity para ayudar y, luego, derrotar a Kikimora con su propio negocio personal, Amity le muestra a Luz su teléfono, que dejó en la escuela, reproduciendo un video que Luz grabó para Camila. Luz finalmente le explica su situación con su madre y prometen mantenerse juntas durante todo el viaje. Luz decide reunirse personalmente con Philip, después de saber, de parte de Eda, que existen charcos de viaje en el tiempo. Con la ayuda de Lilith, viajan a la era de Philip a través de un charco. Sin embargo, acaban teniendo que derrotar a Philip, después de que él las traicionó, dejando a Luz culpable de haber sido cegada por su admiración hacia él. Luz acepta ayudar a Amity en una competencia, pero Amity nota que Luz está actuando de manera diferente. Luz le revela a Amity que su padre murió hace mucho tiempo y, en el aniversario de su muerte, pasa el día con su madre. Sin embargo, no podrá acompañar a Camila este año. Envían flores atadas a un globo al cielo nocturno, con la esperanza de que lleguen al Reino Humano.  Luz y Hunter terminan atrapados dentro de la mente de Belos. Allí, Luz descubre, no solo toda la verdad sobre Belos, sino también su verdadera identidad como Philip Wittebane. Después de ser salvada por Eda y King, queda conmocionada por lo que ha descubierto. Luz le cuenta a Eda, Hooty y King sobre las cosas que vio en la mente de Belos, pero no revela que ella lo ayudó. Luz, King y Hooty viajan a una isla habitada por seres similares a King, que se hacen llamar los «Caza-Titanes». Luz y Hooty se enteran, al hablar con el anciano del pueblo, Bill, que King es, en realidad, el hijo del Titán original. Bill, al enterarse de que King es el último Titán, ordena a su pueblo que lo sacrifique, pero Luz y Hooty lo salvan y destruyen el portal de entrada mientras escapan.
Después de decirle a Lilith y Eda la verdad sobre la herencia de King, Luz tensa su relación con esta última, cuando Eda expresa su deseo de enviarla a ella y a King lejos para protegerlos. Luz se enfrenta a Eda, acusándola de subestimar su poder, y terminan capturadas por la Guardia del Emperador. Sin embargo, en cambio, son llevadas a un escondite, donde Darius, Raine y otros rebeldes de Aquelarres expresan su deseo de obtener su ayuda para detener el plan de Belos. Los Covens Against the Throne, mejor conocidos como los «CATs», le explican a Luz su plan para detener a Belos, pero Luz expresa su deseo de rescatar a Amity primero, ya que Odalia la ha castigado. Con la ayuda de Gus, Willow y Hunter, finalmente se reúne con Amity, quien salta hacia Luz y la abraza con los ojos llorosos. Amity la besa por primera vez y Luz le promete que tendrán una cita adecuada cuando lo logren. Luz intenta ayudar a Amity a advertir a sus padres, ya que creen que no se dan cuenta del mal al que están ayudando. Después de destruir la fábrica Blight con la ayuda de Alador, Gus revela que Luz ha sido capturada por Kikimora, ya que asumió la apariencia de Hunter. Como tal, una Luz capturada se enfrenta a Belos personalmente una vez más. Después de que el Hechizo de Drenaje comienza a surtir efecto, ella se bate en duelo con él, ya que Philip expresa su deseo de salvarla de las «ilusiones» causadas por el Reino de los Demonios e intenta enviarla de regreso al portal. Sin embargo, ella se salva de quedar petrificada y logra marcarlo con un sigilo, lo que hace que Philip se vea afectado por el hechizo. Después de que Philip es presumiblemente asesinado por el Coleccionista liberado, Luz y sus amigos atraviesan el portal al Reino Humano por King, en un intento por salvarlos. Después de que se derrumba y la puerta mágica solo conduce a la vieja choza, Luz se va a su casa y se reúne con Camila, devastada por el destino que le espera a su familia en el Reino de los Demonios.

### Tercera temporada
Luz y sus amigos viven con Camila durante unos meses, durante los cuales Luz regresa a la escuela y sus amigos se quedan en casa e intentan aprender a vivir en el Reino Humano a través de varios experimentos. Sin embargo, Luz todavía se siente culpable por haber ayudado a Belos a ascender al poder en las Islas Hirvientes y, después de los acontecimientos ocurridos durante el Día de la Unidad, ha desarrollado un severo e intenso sentimiento de auto-desprecio, considerándose responsable del sufrimiento de todos sus amigos y sus familias, e incluso llegó a decir que todo hubiera sido mejor si ella nunca hubiera existido. Antes del Festival de Halloween de Gravesfield, Luz graba un vídeo triste en su computadora portátil, afirmando que ha decidido quedarse en el Reino Humano permanentemente para proteger a sus amigos de sus propios errores. Algún tiempo después, Luz se enfrenta a Belos, quien finalmente crea un nuevo portal en un cementerio con la sangre del Titán, que encontró usando un mapa que le robó a la pandilla mientras poseía el cuerpo de Hunter. Sus amigos y Camila llegan para ayudar, y Hunter expulsa a Belos de su cuerpo después de la batalla, intentando ahogarse a sí mismo. Belos cruza el portal, pero Hunter queda mortalmente herido. Flapjack, su palisman, se sacrifica para salvar la vida de Hunter, lo que profundiza la culpa de Luz. Después de la pelea, Luz finalmente confiesa que el Día de la Unidad y todo lo que les ha pasado es culpa suya, ya que fue ella quien le presentó a Philip Wittebane al Coleccionista cuando viajó en el tiempo. Sin embargo, para su sorpresa, sus amigos todavía le muestran su apoyo y la tranquilizan. Para aumentar su sorpresa, Camila declara que ella también irá al Reino de los Demonios. Todos, a excepción de Vee (quien se queda en casa para mantener las apariencias), cruzan el portal.
Mientras tanto, en las Islas Hirvientes, los estudiantes restantes de Hexside se esconden del Coleccionista bajo el liderazgo de Boscha, ya que todos los que fueron capturados por el Coleccionista fueron convertidos en marionetas. Se extrae un recuerdo de la mente de Luz, presentándole al grupo el hechizo de teletransportación que Belos (como Phillip) le había demostrado en la segunda temporada, pero ella y Camila son separadas del grupo y atacadas por Kikimora, quien se ha estado escondiendo en la escuela como la mano derecha de Boscha, bajo el alias de "Miki". Después de una breve batalla, Luz y Camila logran escapar y tener una conversación sincera, la cual lleva a Luz a darse cuenta de que lo único que quería en la vida era ser comprendida. Esto desencadena la eclosión de su propio palisman, una serpiente cambia-formas a la que llama Stringbean. Los tres se reencuentran con el resto del equipo, pero esto resulta breve, ya que el Coleccionista, bajo la impresión de que Luz quería destruirlo, y por una idea planteada por Belos al poseer el cuerpo de Raine Whispers, los separa.
Todo el equipo, excepto Luz, son convertidos en marionetas. El Coleccionista intenta usar la culpa de Luz en su contra, pero esto resulta en vano cuando se da cuenta de que Amity recuerda mal un pasaje de La bruja buena Azura, lo que a su vez le permite liberarse y reunirse con Eda y King. Entonces, los tres son arrastrados a una serie de juegos por el Coleccionista, en los que son más astutos que él y lo molestan. Los tres lo convencen y le piden que revise sus recuerdos para comprender que ellos también saben lo que es ser incomprendido. Esto funciona, pero en este punto Belos ha poseído el corazón del Titán e infligió un moho mortal en las Islas Hirvientes. Luz se sacrifica para proteger al Coleccionista, quien había intentado hacerse amigo de Belos con la esperanza de que todos podían ser redimidos. A continuación, Luz se despierta en el Reino Intermedio, donde conoce al padre de King, que es el mismísimo Titán, y descubre que ha muerto. El Titán explica que, aunque no le queda mucho tiempo, Luz no ha hecho nada malo y ha cuidado mucho a su hijo, antes de darle lo último de su poder; esto la devuelve a la vida en una forma híbrida de titán-humano temporalmente poderosa. Ella se reincorpora a la batalla y, con la ayuda de Eda, King y Raine, logra arrancar a Belos del corazón y deshace todo el daño que éste ha hecho. Belos, ahora de vuelta en su forma de Phillip, intenta manipular a Luz, afirmando que había sido maldecido, sugiriendo que él y ella no son como las brujas. Ella ignora sus súplicas y observa cómo la lluvia hirviente lo derrite, antes de ser pisoteado a muerte por Eda, Raine y King.

### Epílogo
Debido al sacrificio del Titán, los glifos de Luz ya no funcionan. A pesar de esto, pasa tiempo en las Islas Hirvientes trabajando en su reconstrucción, y viaja de un lado a otro desde el Reino Humano gracias a un nuevo portal creado por el Coleccionista. En su cumpleaños número 18, Luz hace las maletas para asistir a la Universidad de Magia Salvaje de Eda con una beca completa, y es sorprendida por una fiesta "King-ceañera", debido a que se perdió sus últimos tres cumpleaños mientras restauraba las Islas. Es aquí donde King le informa sobre un nuevo conjunto de glifos que se han desarrollado a medida que madura. A ella se unen sus amigos, familiares y aliados mientras el Coleccionista ofrece un último espectáculo de luces, antes de partir hacia las estrellas.

## Recepción
El personaje de Luz fue recibido positivamente. Algunos la describieron como una adolescente que «se alinea con una bruja y un demonio» para cumplir su sueño de convertirse en bruja, y elogiaron su carácter, y algunos la llamaron una «humana amante de la fantasía». Otros elogiaron las tramas de los episodios en los que Luz exploró la escuela de magia y conoció a otras brujas de la misma edad, y la creciente relación romántica entre Luz y Amity.
En el episodio de la primera temporada «Enchanting Grom Fright», Luz y Amity bailan juntas por primera vez. Spencer Wan dice que «nunca ha estado más orgulloso de ninguna otra junta». Alex Hirsch (voz de King y Hooty, creador de Gravity Falls y socio de Terrace) estaba muy orgulloso de Disney por incluir esta escena en un episodio. Después de que se confirmó que Luz era bisexual, la actriz Lili Reinhart, que interpreta a Grace en Chemical Hearts, acogió con beneplácito el desarrollo y dijo que a menudo la gente le decía que ser bisexual es «una fase» y se sentía validada por el personaje de Luz.

## Véanse también
- The Owl House